# Station São Bento

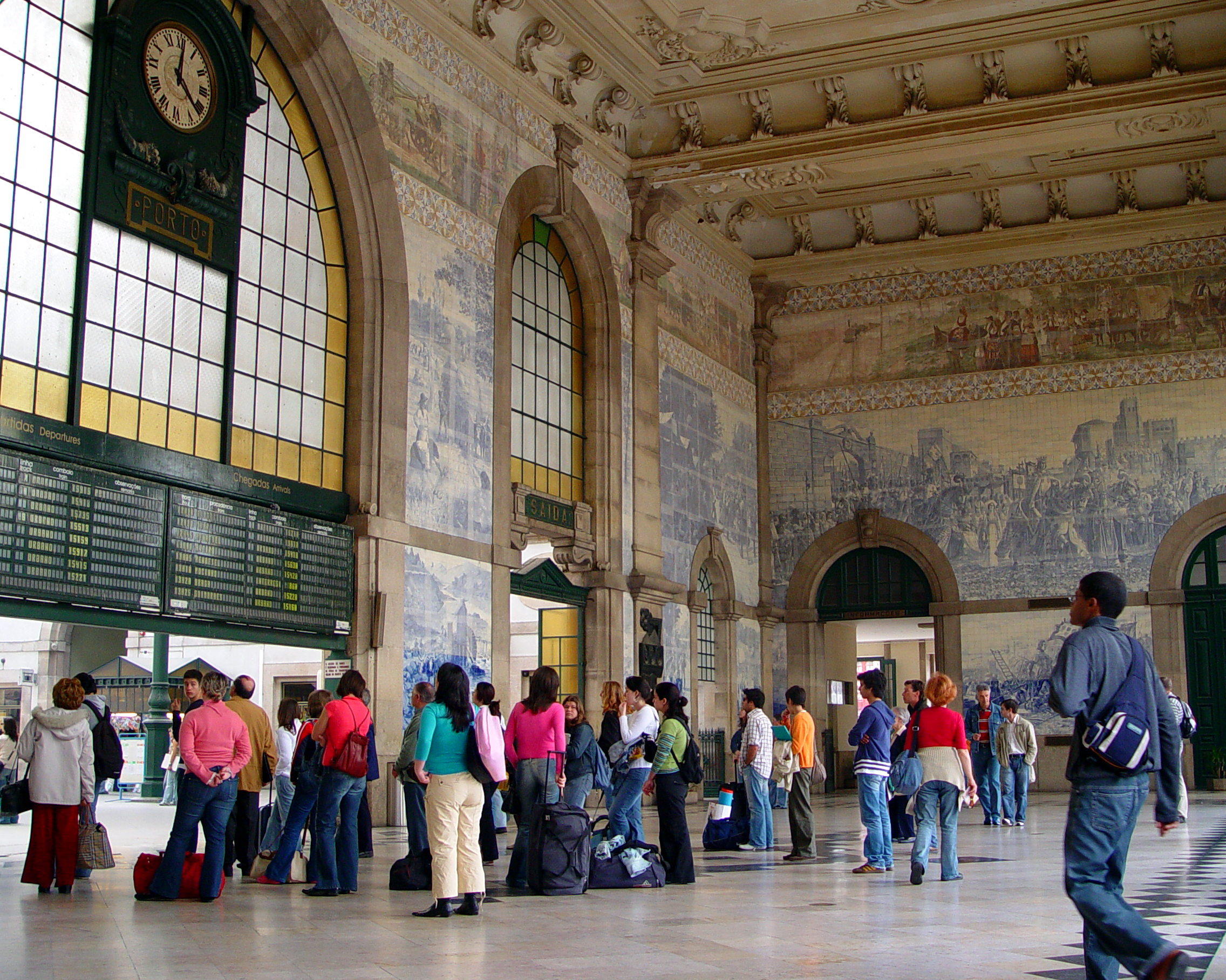
Hal van het station São Bento.

Het station São Bento (Portugees: Estação de São Bento) is een kopstation in de Portugese stad Porto. Het is een van de belangrijkste stations van de stad, en ligt midden in het centrum. De spoorlijn tussen de stations Campanhaã en São Bento werd geopend op 7 november 1896, maar er werd in eerste instantie gebruikgemaakt van tijdelijke houten stationsgebouwen. De definitieve plannen voor het nieuwe stationsgebouw werden pas goedgekeurd in 1904. Het gebouw is uiteindelijk in 1916 gereed gekomen. Het is vernoemd naar een klooster dat op de plaats van het tegenwoordige station stond, het klooster São Bento de Avé-Maria.
In de stationshal zijn alle muren bedekt met de bekende Portugese tegels, azulejos. Hierop zijn bekende Noord-Portugese taferelen en oorlogen afgebeeld. Er hangen zo'n 20.000 tegel in het station, die verschillende historische verhalen uitbeelden. Het station bevindt zich midden in het historische centrum van Porto, dat is uitgeroepen tot UNESCO-werelderfgoed.